# 拉卡佩勒-代勒弗赖斯
拉卡佩勒-代勒弗赖斯（法語：Lacapelle-del-Fraisse，法語發音：[lakapɛl dɛl fʁɛs]）是法国康塔尔省的一个市镇，属于欧里亚克区。该市镇总面积15.29平方公里，2009年时的人口为344人。

## 人口
拉卡佩勒-代勒弗赖斯人口变化图示
| 数据来源：INSEE |